# Sullivan's Island, Carolina de Sud
Sullivan's Island este o localitate urbană de ordin doi, un târg (în engleză town), din comitatul Charleston, statul Carolina de Sud, Statele Unite, situată la intrarea la Charleston Harbor. Populația localității fusese de 1.911 locuitori la data recensământului din anul 2000.
Localitatea este locul desfășurării uneia dintre bătăliile importante ale Războiului de Independență al Statelor Unite ale Americii, Bătălia de la Fort Sullivan (astăzi Fort Moultrie), care a avut loc la 29 iunie 1776.
Conform definiției date de U.S. Office of Management and Budget (în română Biroul de Gospodărire și Buget al Statelor Unite) și utilizate doar pentru scopuri statitistice, localitatea Sullivan's Island este inclusă în cadrul mult mai largei zone metropolitane cunoscută sub numele de Charleston-North Charleston-Summerville Metropolitan Area, care la rândul său este parte a zonei urbane mai extinse, Charleston-North Charleston Urbanized Area.

## Geografie
Conform datelor furnizate de United States Census Bureau (Oficiul de Recensăminte al Uniunii), târgul are o suprafață totală de 8,54 km2 (sau 3.3 sqmi), dintre care 6,21 km2 (ori 2.4 mi2) este uscat, iar restul de 2,33 km2 (sau 0.9 sqmi, adică 27.11%) este apă.
Podul Ben Sawyer unește Insula lui Sullivan cu localitatea continentală Mount Pleasant. Un alt pod unește Breach Inlet cu Isle of Palms.

## Demografie
Conform datelor furnizate de recensământul Statelor Unite din anul 2000 GR2, în localitate fuseseră (la data de 1 aprilie 2000, data colectării datelor) 1.911 locuitori, 797 de locuințe și 483 de familii. Densitatea populației fusese, la aceeași dată, de 303,6 locuitori/km² (ori 787.2 oameni/square mile).

## Istoric

### Numele insulei
Insula a devenit cunoscută sub numele de Insula lui O'Sullivan (în engleză O'Sullivan's Island) datorită căpitanului Florence O'Sullivan, care a fost numit la sfârșitul secolului al 17-lea responsabil al menținerii farului situat pe insulă. O'Sullivan fusese unul dintre căpitanii primei flote care au creat bazele colonizării englezilor și irlandezilor în Charleston. În 1671, același Florence O'Sullivan a devenit Topograf general al coloniei (în engleză Surveyor General). O'Sullivan apare într-una din cele mai vechi înregistrări de imigrări ale irlandezilor în cele două Caroline (în engleză The Carolinas), fiind menționat ca fiind originar din târgul Kinsale din comitatul Cork din Irlanda.
Ulterior, așa cum se întâmplă adesea cu denumirile geografie omonime cu nume proprii, O'Sullivan's Island a devenit Sullivan's Island.

### Fort Moultrie

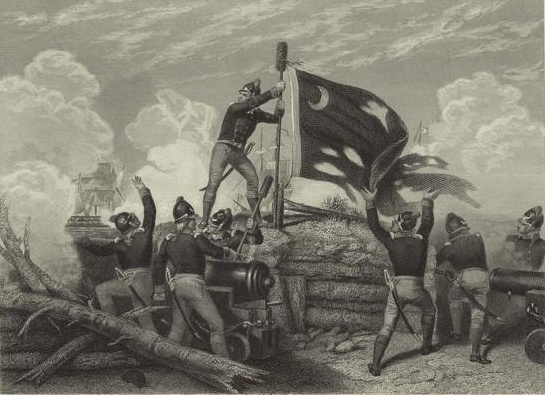
Steagul Libertății a fost ridicat deasupra fortului Moultrie, după apărarea sa contra britanicilor

La data de 28 iunie 1776, fortul a fost apărat de către forțele coloniștilor conduse de colonelul William Moultrie împotriva forțelor britanice conduse de generalul britanic  Sir Henry Clinton, care a fost ajutat de forțele marine conduse de amiralul Sir Peter Parker.

## Vedeți și
- Battle of Sullivan's Island
- John Henry Devereux South Carolina architect who had the largest mansion on the island